# George Sigismund von Canitz und Dallwitz
George Sigismund von Canitz und Dallwitz (geb. 11. April 1707; gest. Oktober 1780) war ein preußischer Landrat.

## Leben
George Sigismund von Canitz und Dallwitz war ein Sohn des Friedrich Wilhelm von Canitz und Dallwitz (1666–1733), Erbherr auf Ellguth und dessen Ehefrau Hedwig Margaretha, geb. von Kreckwitz (1671–1724). Die Eheschließung der Eltern fand am 15. Juni 1690 statt. George Sigismund, dessen Schulbildung nicht bekannt ist, war ebenfalls Erbherr auf Ellguth im Kreis Trebnitz. 1748 wurde er Nachfolger des Freiherrn von Looß als Landrat des Landkreises Breslau. Das Amt als Landrat übte er bis 1752 aus, sein Nachfolger wurde Max Ferdinand von Raczensky.

## Familie
George Sigismund von Canitz und Dallwitz heiratete 1737 in erster Ehe Maximiliane, geb. von Gutsmuth (1713–1750). In zweiter Ehe war er mit Eleonora Charlotta, geb. von Engelhardt, verheiratet. Nach seinem Tod im Oktober 1780 wurde er von seiner dritten Ehefrau, einer geborenen von Lüttwitz, überlebt.